# Tewkesbury
Tewkesbury è una cittadina di 10 016 abitanti del Gloucestershire, in Inghilterra, situata lungo la confluenza del fiume Avon con il fiume Severn.

## Amministrazione

### Gemellaggi
- Miesbach, Germania